# Olaf Tryggvason
Olaf Tryggvason (Óláfr Tryggvason en vieux norrois, Olav Tryggvason en norvégien), né vers 963/964 dans le sud de la Norvège et mort en septembre 1000, est roi de Norvège de 995 à 1000. Il est le fils posthume de Tryggve Olafsson, roi du Viken (Vingulmark et Ranrike), et l'arrière-petit-fils de Harald à la belle chevelure, premier roi de Norvège.
Olaf grandit à l'étranger : esclave en Estonie, guerrier de la Rus' de Kiev, il devient ensuite un viking redouté en mer Baltique, puis dans les îles Britanniques où il combat l'ealdorman Byrhtnoth d'Essex en 991 et participe à l'attaque de Londres en 994. Baptisé en 994 en Angleterre avec comme parrain le roi Æthelred le Malavisé, il renonce à la piraterie.
En 995, après le meurtre du jarl Håkon Sigurdsson, il s'empare de la Norvège et entreprend la christianisation forcée du pays, rencontrant beaucoup de résistance. Son autorité en la matière se fera sentir loin dans les pays d'influence norvégienne : Orcades, îles Féroé, Islande et même Groenland. Olaf joue un rôle important dans la conversion des Vikings au christianisme. On lui attribue la construction de la première église de Norvège, en 995, et la fondation de la ville de Trondheim. Une statue d'Olaf se trouve sur la place centrale de la ville.
En 1000, une coalition réunissant Olof Skötkonung de Suède, Sven à la Barbe fourchue et des opposants norvégiens menés par Éric Håkonsson mettront fin à son règne à la bataille navale de Svolder le 9 septembre 1000.

## Biographie

### Naissance et jeunesse
Olaf serait le fils de Tryggve Olafsson, petit roi du Vestfold réputé descendre de Harald Ier. Cependant, cela pourrait être une reconstruction postérieure, par Snorri Sturluson qui cherche à recréer une continuité dynastique. Il existe un certain flou sur la date exacte de la naissance d'Olaf. L'Heimskringla indique qu'il est né peu après le meurtre de son père en 963, alors que d'autres sources privilégient une date entre 964 et 969. Les dates les plus tardives laissent un doute sur la parenté d'Olaf avec Harald à la belle chevelure et sur la légitimité de ses prétentions au trône de Norvège. Snorri Sturluson prétend, dans sa saga d'Olaf Tryggvason, qu'Olaf est né sur un îlot du lac de Fjærlandsvatnet, où sa mère Astrid, fille de Eirik Bjodaskalle, se cache des meurtriers de son mari, envoyés par Harald à la pelisse grise, fils d'Éric à la Hache sanglante. Pelisse grise et ses frères s'étaient emparés du trône d'Håkon le Bon. Astrid s'enfuit chez son père en Oppland, puis en Suède où elle s'imagine être en sécurité avec son enfant. Harald envoie des émissaires au roi de Suède et lui demande de renvoyer le jeune garçon en Norvège, pour être élevé par Gunhild, la mère d'Harald. Le roi de Suède accède à leur requête et leur fournit des hommes pour réclamer le garçon, mais sans succès. Après une bagarre, Astrid s'enfuit à nouveau. Leur destination est cette fois Kiev, où le frère d'Astrid, Sigurd Eirikson, est au service du roi Vladimir. Olaf a trois ans lorsqu'ils embarquent sur un navire marchand à destination de Novgorod. Le voyage se passe mal et ils sont capturés dans la Baltique par des pirates estoniens. Tous les passagers du bateaux sont soit tués, soit réduits en esclavage. Olaf devient la propriété d'un homme nommé Klerkon, avec son père adoptif Thorolf et son fils Thorgils. Klerkon considérant Thorolf comme trop vieux pour un esclave, il le tue et vend alors les deux enfants à un homme nommé Klerk pour une bière et un mouton. Olaf est ensuite revendu à un nommé Reas contre une cape.

### Vie à Novgorod
Six ans plus tard, quand Sigurd Eirikson se rend en Estonie pour percevoir des taxes au nom de Vladimir Ier, il remarque un garçon qui ne ressemble pas aux autochtones. Il le questionne sur sa famille, et le garçon lui dit s'appeler Olaf, fils de Tryggve Olafson et Astrid Eiriksdattir. Son oncle Sigurd se rend alors chez Reas et rachète la liberté d'Olaf et Thorgils, et emmène les garçons avec lui à Novgorod pour vivre sous la protection de Vladimir.
Selon la saga de Tryggvason, Olaf rencontre un jour Klerkon, son ancien maître et le meurtrier de son père adoptif, sur le marché de Novgorod. Olaf tue Klerkon d'un coup de hache dans la tête. La foule poursuit alors le jeune garçon avec l'intention de le tuer pour son forfait et il s'enfuit chez sa protectrice, la reine Allogia. Allogia est obligée de payer le prix du sang pour calmer la foule.
Alors qu'Olaf grandit, Vladimir fait de lui le chef de sa garde, mais après quelques années, il devient méfiant de la popularité d'Olaf auprès de ses hommes. Craignant pour sa sécurité, Vladimir s'éloigne d'Olaf et ne le traite plus en ami. Olaf décide alors de chercher fortune ailleurs et s'en retourne vers la Baltique.

### Pillages
Après avoir quitté Novgorod, Olaf pille différents établissements et ports avec succès. En 982, il est pris dans une tempête et aborde au Wendland où il rencontre la reine Geira, fille du roi Burislav. Elle gouverne alors la partie du Wendland où Olaf a atterri et lui offre, ainsi qu'à ses hommes, d'y passer l'hiver. Olaf accepte et, après avoir courtisé la reine, tous deux se marient. Olaf commence alors à recouvrer, au nom de Geira, les taxes que certains barons refusent de lui payer. Après plusieurs campagnes victorieuses, il recommence ses expéditions, notamment en Scanie et au Gotland.

### Au service d'Otton
La Heimskringla rapporte que l'empereur germanique Otton II rassemble une imposante armée de Saxons, Francs, Frisons et Wendes pour combattre les peuples païens du Danemark et qu'Olaf fait partie de cette armée en tant que gendre du roi des Wendes. L'armée d'Otton rencontre les armées du roi Harald Ier de Danemark et du jarl Håkon Sigurdsson, gouverneur de la Norvège pour le roi du Danemark, devant le Danevirke, dans le Schleswig. L'armée d'Otton ne parvenant pas à percer les fortifications, il change alors de tactique et navigue autour du Jutland. Otton gagne une grande bataille et force Harald et Håkon à se convertir au christianisme avec leur armée. L'armée d'Otton rentre alors dans ses quartiers. Harald conservera sa nouvelle foi mais Håkon continuera à vénérer ses anciens dieux une fois rentré en Norvège. La participation d'Olaf à cet épisode reste toutefois sujet à caution, la bataille du Danevirke étant généralement datée de 974 et non de 988, comme suggéré dans la Heimskringla.

### Mort de Geira et conversion

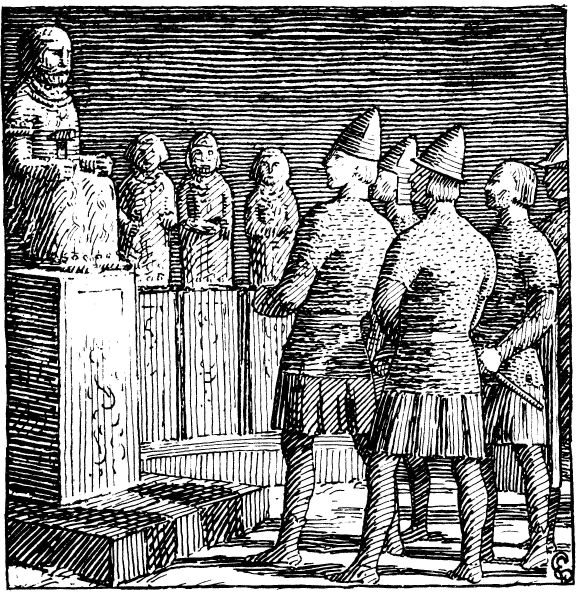
Olaf au temple de Thor (illustration d'Halfdan Egedius).

Après trois années passées en Wendland, sa femme Geira tombe malade et meurt. Il ressent tant de chagrin de cette perte qu'il ne supporte plus de rester en Wendland et reprend sa vie de pillages en 984. Il se déplace de Frise jusqu'aux Hébrides, avant de débarquer, après quatre années, aux îles Scilly. Il entend parler d'un devin qui y vit. Désireux de le tester, il envoie un de ses hommes se présenter comme étant Olaf, mais le devin ne se laisse pas tromper. Olaf va à la rencontre de l'ermite, convaincu d'avoir affaire à un vrai devin qui lui dit :

« Tu deviendras un roi remarquable et tu accompliras une œuvre éminente. Tu conduiras beaucoup d'hommes à la foi et au baptême, et de la sorte tu viendras en aide aussi bien à toi-même qu'à de nombreuses autres personnes. Et afin que tu ne doutes pas de mon oracle, reçois-en cette preuve : quand tu rejoindras tes navires, tu devras faire face à des trahisons et à des bandes ennemies ; un combat s'engagera au cours duquel tu perdras quelques-uns de tes hommes et tu recevras toi-même une blessure d'une gravité telle qu'elle te paraîtra mortelle ; on te transportera alors sur un bouclier à bord de ton navire, mais tu guériras de cette blessure en sept jours et peu après tu te feras baptiser. »

Après cette rencontre, Olaf est attaqué par un groupe de mutins et ce que le devin avait prévu arrive. Ainsi, en 994, Olaf se laisse baptiser par saint Alphège de Cantorbéry. Après sa conversion, Olaf cesse ses pillages en Angleterre.
Dans les faits, et selon la chronique anglo-saxonne, Olaf participe à un important raid viking en 991 aux côtés de Sven à la Barbe fourchue. Après une défaite, Æthelred le Malavisé paie un premier tribut de 10 000 livres pour acheter le départ des vikings. Les circonstances dans lesquelles Olaf est baptisée sont méconnue.

### Mariage avec Gyda
En 988, Olaf navigue vers l'Angleterre. Il assiste alors à un thing convoqué par la reine Gyda, sœur du roi de Dublin, Olaf Cuaran. Veuve d'un earl local, elle cherche un nouveau mari. De nombreux hommes de valeur se présentent mais Gyda remarque Olaf, en dépit du fait qu'il porte ses habits de voyage quand les autres ont revêtu leurs plus beaux habits, et lui demande de l'épouser. Un autre homme du nom d'Alfvine, qui avait demandé auparavant la main de Gyda sans succès, proteste et provoque Olaf et ses hommes pour un duel selon la tradition scandinave, le holmgang. Olaf et ses hommes combattent l'équipage d'Alfvine et gagnent le combat, sans faire un seul mort. Alfvine est envoyé en exil avec interdiction de revenir. Gyda et Olaf se marient. Ils passent leur temps entre l'Irlande et l'Angleterre.

### Accession au trône

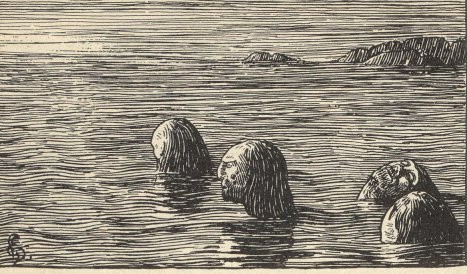
Selon la Heimskringla, le roi Olaf faisait attacher et abandonner sur un îlot à marée montante les pratiquants du sejðr.

En 995, des rumeurs se propagent en Norvège à propos de la présence d'un roi de sang norvégien en Irlande. Quand il en a vent, le jarl Håkon Sigurdsson envoie en Irlande un de ses hommes, Thorer Klakka, qui se fait passer pour un marchand et doit vérifier s'il s'agit du fils de Tryggve Olafsson. Si c'est le cas, Thorer a pour mission de l'attirer en Norvège afin que Håkon puisse le garder sous son contrôle. En Irlande, Thorer se lie d'amitié avec Olaf et lui fait part de la situation en Norvège où le jarl Håkon s'est rendu impopulaire auprès du peuple. En effet, après avoir pris deux filles de noble extraction comme concubines, ce qui était son droit en tant que gouverneur du pays, il se lasse rapidement d'elles et les renvoie après seulement quelques semaines. Il est également fragilisé par son opposition au roi du Danemark car il a rejeté la foi chrétienne de ce dernier.
Selon Lucie Malbos, à la suite du traité de paix avec Æthelred en 994, ce dernier accepte de financer son retour en Norvège et de lui offrir un soutien militaire. Il prévoit de restaurer l'indépendance du royaume norvégien sous tutelle danoise.
À son arrivée, une révolte a déjà éclaté contre le jarl Håkon, qui s'est enfui et se cache dans une porcherie en compagnie d'un esclave appelé Kark. Quand Olaf rencontre les rebelles, ces derniers l'acceptent comme leur roi. Ils se mettent ensemble à la recherche de Håkon. Ils arrivent par hasard à la ferme où se cachent le jarl et Kark mais ne les trouvent pas. Olaf fait alors un discours où il promet une grande récompense à celui qui tuera le jarl. Toujours cachés, les deux fuyards entendent les paroles d'Olaf. Håkon commence à se méfier de Kark de peur que celui-ci ne le tue pour toucher la récompense. Dans l'impossibilité de quitter sa cachette et de rester éveillé en permanence, Håkon finit par s'endormir. Kark en profite pour lui trancher la gorge. Le jour suivant, Kark se présente à Olaf avec la tête de Håkon. Olaf refuse de le récompenser et le fait décapiter.
Après s'être fait proclamer roi de Norvège, Olaf entreprend de reconquérir les zones de Norvège sous l'influence du roi du Danemark. Il force ensuite ces provinces à se convertir au christianisme, ce qu'elles acceptent à contrecœur.

### Règne sur la Norvège

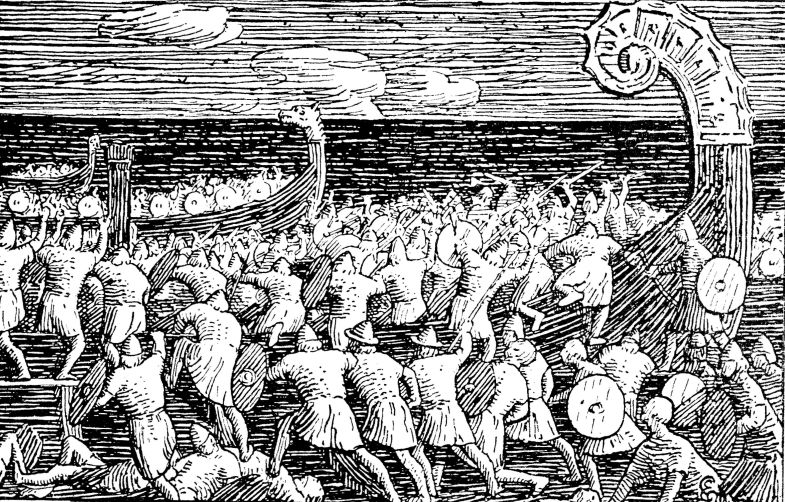
Le bateau d'Olaf, le Grand Serpent, attaqué lors de la bataille de Svolder (illustration de Halfdan Egedius).

En 997, Olaf fonde sa capitale, Nidaros (devenue ensuite Trondheim), sur les lieux du premier thing tenu par les rebelles à l'autorité de Håkon. Le site est idéal, situé à l'embouchure de la rivière Nid qui serpente avant de se jeter dans le fjord, en créant une péninsule facile à défendre contre les agressions.
Olaf continue d'encourager la propagation du christianisme dans son royaume tout au long de son règne. Il convainc Leif Ericson, fils d'Érik le Rouge, le découvreur du Groenland, venu se présenter à lui, de se faire baptiser et d'emmener un prêtre à son retour, afin d'encourager la conversion du reste de sa famille. Olaf permet également la propagation du christianisme dans les Orcades, qui sont à l'époque sous l'autorité de la Norvège.
Certaines sources suggèrent que l'ambition d'Olaf était de gouverner un royaume chrétien réunissant l'ensemble de la Scandinavie. Nous savons qu'il fait des propositions de mariage à Sigrid, la reine de Suède, mais les négociations n'aboutissent pas à cause de ses convictions religieuses résolument païennes. Il se fait d'ailleurs un ennemi de cette dernière. Il se fâche également avec le roi Sven Ier de Danemark en épousant sa sœur Thyre, qui s'était enfuie d'auprès de son païen de mari, le roi Burislav, en opposition à la volonté de son frère.
Alors que ses deux précédentes femmes, Geira la wende et Gyda l'irlandaise avaient apporté à Olaf richesse et chance, Thyre cause sa perte selon les sagas. Elle l'entraîne en l'an 1000 dans une expédition visant à arracher des terres à Burislav. Il s'y fait attaquer, près de l'île de Svold, par une coalition de Suédois, de Danois et de Wendes, appuyés par le successeur du jarl Håkon, son fils Éric Håkonsson. La bataille de Svolder se termine par la mort du roi de Norvège. Olaf combat jusqu'à la mort sur son navire, le Grand Serpent (Ormen Lange en vieux norrois), le plus grand navire de Scandinavie, et finit par sauter par-dessus bord avant de disparaître.
La localisation de la bataille ne peut pas être précisée avec certitude. Selon Adam de Brême, l'affrontement a lieu dans l'Øresund. Ágrip et Historia Norwegiae le situent également sur les côtes de Seeland. Theodoricus le place « près de l'île appelée Svöldr ; située près du pays des Wendes ». La Fagrskinna parle d'une « île au large de la côte du Vinðland... appelée Svölðr ». Oddr Snorrason et l'Heimskringla s'accordent sur le nom de l'île mais ne précisent pas sa situation. Une stance de Skúli Þorsteinsson parle de « l'embouchure de Svolder », suggérant que Svolder est à l'origine le nom d'une rivière que les peuples scandinaves, peu familiers de la géographie wende, ont transformé en île. Les Annales de Ryd danoises sont l'unique source plaçant la bataille dans la Schlei, dans le Schleswig-Holstein. Les historiens modernes sont divisés sur la question, certains situant la confrontation près de l'île allemande de Rügen quand d'autres préfèrent l'Oresund.
Au début du XIe siècle, un chef viking nommé Tryggvi Olafsson envahit la Norvège, prétendant être le fils d'Olaf et Gyda. Il est défait par les forces restées loyales envers le fils de Knut le Grand, Sven de Norvège.
À la suite de la défaite de la bataille de Svolder, le royaume de Norvège se morcelle de nouveau et passe en grande partie sous tutelle danoise avec le soutien des jarls mécontents de la politique d'Olaf. La fin du règne d'Olaf provoque un renforcement des jarls et petits rois de Norvège qui s'opposent aux tentatives de renforcement de l'autorité royale.

## Rumeurs après sa mort
Quelque temps après la bataille de Svolder, des rumeurs courent, selon lesquelles Olaf aurait survécu à son saut dans la mer et réussi à se mettre en sécurité. Des rapports, repris par Oddr Snorrason, font état de la présence d'Olaf à Rome, Jérusalem, ainsi que dans d'autres régions d'Europe et de la Méditerranée. Le roi Æthelred II d'Angleterre et la sœur d'Olaf, Astrid, assurent tous deux avoir reçu des présents de la part d'Olaf encore longtemps après sa mort présumée. La dernière manifestation d'Olaf aurait eu lieu en 1046.

## Hommage
Un navire mouilleur de mines norvégien porte son nom. Il participe à la défense de l'Oslofjord (opération Weserübung). Dans ces combats, il endommage le croiseur allemand Emden.